# تقارن نسبت به زمان
تقارن نسبت به زمان یا تقارن نسبت به وارونی زمان (به انگلیسی: T-symmetry یا time reversal symmetry) یا تقارن T در فیزیک نظری به یک تقارن فرضی تحت تبدیل معکوس زمان گفته می‌شود. یعنی در صورت تغییر زمان به منفی آن سیستم تقارن داشته و پارامترهای سیستم پایستار باقی بمانند. به صورت ریاضی این تقارن به این صورت نوشته می‌شود:
{\displaystyle T:t\mapsto -t.}
این تقارن در سیستم‌های بسیار محدودی برقرار است و در حالت کلی در جهان فیزیکی این تقارن برقرار نمی‌باشد. به این ترتیب گفته می‌شود که زمان تقارن ندارد. مهمترین عامل عدم وجود این تقارن قانون دوم ترمودینامیک می‌باشد.
عدم تقارن زمانی می‌تواند بر سه نوع باشد:
۱- مربوط به ذات قوانین فیزیک باشد، مانند عدم تقارن زمانی نیروی هسته‌ای ضعیف.
۲- مربوط به شرایط اولیه یک سیستم باشد، مانند قانون دوم ترمودینامیک.
۳- مربوط به مساله اندازه گیری باشد، مانند اندازه‌گیری غیرمخرب در مکانیک کوانتومی.

## ناورداها
قوانین ماکسول در حالت وجود ماده تقارن زمانی ندارد. همچنین قوانین مکانیک نیوتنی در صورت وجود اصطکاک در مقیاس ماکروسکوپی تقارن زمانی ندارد.